# Superlördagen
Superlördagen (engelska: Super Saturday) eller Paniklördagen (engelska: Panic Saturday) kallas sista lördagen före jul i bland annat USA, och ses som avslutningen på den handelssäsong som då pågått sedan Black Friday. Superlördagen lockar många sista minuten-kunder.

## Historik
I Storbritannien sjönk antalet affärsbesökare 2010 på grund av en köldvåg.

### Fotnoter
1. ↑  ”Cold weather hits 'super Saturday' Christmas shopping” (på engelska). BBC. 19 december 2010. http://www.bbc.com/news/business-12031389. Läst 27 november 2015.